# デジタルコミック
デジタルコミック（英語：digital comic）は、漫画の内容を持つデジタルコンテンツである。略称はデジコミ。デジタル漫画（まんが）や、インターネットのワールドワイドウェブ(WWW)にあるもの（ウェブコミック）はウェブ漫画ととも言う。

## 概要
世界初のデジタルコミックは1985年3月にイギリスで発表された『Shatter (デジタルコミック)』である。
日本では寺沢武一が『Shatter』から遅れること4ヶ月後の1985年7月に発表した『黒騎士バット』が初となる。「デジタルコミック」という用語自体も寺沢による造語で、1987年頃から使い始めたとしている。
コンピュータゲームの場合は、ファミリーコンピュータをはじめとする1980年代のゲーム機の記録媒体は数百KB程度の容量のロムカセットが主流だったため、大容量の画像データを何十ページも必要とする漫画を再現することは極めて困難だった。しかし1990年代に入ると、PCエンジンのCD-ROM2、メガドライブのメガCDをはじめとするCD-ROMドライブを搭載したゲーム機が登場し、最大で540MB（従来のロムカセットの約1000倍以上）という大容量の画像データを扱うことが可能となった。
このような状況を背景に、アドベンチャーゲームから謎解き要素を排したうえで大量の画像を採り入れ、ゲームをプレイするというより「読む」ことに主眼をおいた作品が誕生した。初作品は1989年3月にハドソンから発売された『コブラ 黒竜王の伝説』だが、「デジタルコミック」という名称が正式に使われたのは、第2作『うる星やつら STAY WITH YOU』（1990年6月発売）からとなる。その後、他社からも同種のゲームが多数発売され、ゲーム専門誌でもアドベンチャーゲームとは別の独立したジャンルとして紹介されるようになった。しかしユーザーからは、「一般的なゲームに比べてユーザーが介入する要素が少ない」「ボリュームが物足りない」といった不満の声も上がるようになり、ミニゲームなどの追加によりボリューム不足を補うソフトも見られた。
また1990年代半ばより、既存の漫画作品の画像を取り込んだり、通常の漫画と同じようなコマ割り構成で新規に描かれた作品に、BGMや効果音、声優による音声などを加えた作品が登場した。ボタンを押すことで読み進めていくため、漫画を再現するという点において本質的な意味でのデジタルコミックと言える。
1990年代後半からは、インターネットの普及により漫画のオンライン配信が可能となり、これらもデジタルコミックと呼ばれている。作品は紙媒体上で発表されたもののデジタル化、およびオリジナル作品に大別され、趣味や同人活動の一環で配信するものはウェブコミックと呼ばれることもある。配布フォーマットはAdobe Flash、XMDF、PDFなどで、紙媒体で発表するより費用を抑えられるというメリットがある。近年は携帯電話の普及および高性能化により、携帯電話で閲覧できる携帯コミックも発表されている。
インターネットでの動画サイトの普及により、漫画そのものに音声やちょっとした画面の動きを伴った作品の配信も容易に閲覧できるようになった。それらの呼び名は、ボイスコミック、ムービーコミック、モーションコミック、漫画動画（「漫画」の字は平仮名や片仮名のときもある）などと呼称されており統一されていない。これらも従来のデジタルコミックの定義である「漫画の内容を持つデジタルコンテンツ」に含むものであるが、音声を配信する点からラジオドラマの側面も担った形態である。オンライン配信に限らず、テレビ放送したり、DVD-ROMに収録された作品をそれらのように呼ぶこともあるが、内容としては同一である。動画の配信ではあるが、絵を連続して動かすアニメーションとは異なる。過去にはAdobe Flashが媒体として一般的だった。

## 作品一覧
※PCE：PCエンジン、MCD：メガCD、PC：パーソナルコンピュータ、SS:セガサターン、PS：PlayStation、PSP：PlayStation Portable、☆：既存の漫画作品の画像を取り込んだ作品。
- コブラ 黒竜王の伝説 （1989年3月31日、PCE、発売元：ハドソン、品番：HCD8004）
  - コブラII 伝説の男 （1991年6月7日、品番：HCD1014）
- うる星やつら STAY WITH YOU （1990年6月29日、PCE、発売元：ハドソン、品番：HCD0012）
- らんま1/2 とらわれの花嫁 （1991年12月6日、PCE、発売元：メサイヤ、品番：NSCD1006）
- 魔物ハンター妖子 魔界からの転校生 （1992年3月13日、PCE、発売元：メサイヤ、品番：NSCD2011）
  - 魔物ハンター妖子 遠き呼び声 （1993年1月8日、品番：NSCD-2016）
- トップをねらえ! GunBuster Vol.1 （1992年6月25日、PCE、発売元：リバーヒルソフト、品番：RHCD-2003）
  - トップをねらえ! GunBuster Vol.2 （1993年3月26日、品番：RHCD-3005）
- YAWARA! （1992年10月1日、PCE、発売元：ソフィックス、品番：SXCD-2001）
  - YAWARA! 2 （1994年9月23日、品番：SXCD4002）
- 銀河お嬢様伝説ユナ （1992年10月23日、PCE、発売元：ハドソン、品番：HCD2031）
  - 銀河お嬢様伝説ユナ2 永遠のプリンセス （1995年6月30日、品番：HCD5075）
- パステルLime （1992年12月18日、PCE、発売元：ナグザット、品番：NXCD2018）
- ゆみみみっくす （1993年1月29日、MCD、発売元：ゲームアーツ、品番：T-45034）
- ふしぎの海のナディア （1993年1月29日、PCE、発売元：ハドソン、品番：HCD3036）
- らんま1/2 白蘭愛歌（1993年4月23日、MCD、発売元：メサイヤ、品番：T-25014）
- 機動警察パトレイバー 「グリフォン篇」 （1993年9月30日、PCE、発売元：リバーヒルソフト、品番：RHCD-3006）
- DUO COMICシリーズ （☆、PCE）
  - うしおととら （1994年3月、開発元：ハドソン、発売元：小学館、PCエンジンCD-ROMカプセル Vol.5 （ISBN 4-09-102473-4）付録「PCエンジンハイパーカタログ5 CD-ROM」に収録）
  - 爆裂ハンター （1994年6月30日、開発元：ハドソン、発売元：メディアワークス（電撃CD-ROM and BOOK 2）、品番：HMD-0002）
- うる星やつら 〜ディア マイ フレンズ〜 （1994年4月15日、MCD、発売元：ゲームアーツ、小学館プロダクション、品番：T-45064）
- 武 TAKERU （☆、1994年4月29日、3DO、発売元：ファン・プロジェクト、品番：FZ-SJ1201）
- 美少女戦士セーラームーン （1994年8月5日、PCE、発売元：バンプレスト、品番：BACD4002）
- ワルキューレの伝説 外伝 ローザの冒険 （1996年4月26日、PC、発売元：ナムコ、品番：NMC-2008）
- だいなあいらん（1997年2月14日、SS、発売元：ゲームアーツ、品番：T-4503G）
- プレイステーションコミックシリーズ （PS、発売元：ソニー・コンピュータエンタテインメント）
  - コブラ ザ・サイコガン VOL.1 （☆、1998年1月12日、品番：SCPS-19001）
  - コブラ ザ・サイコガン VOL.2 （☆、1998年1月12日、品番：SCPS-19002）
  - キャロル・ザ・ダークエンジェル （1998年4月2日、オリジナル作品、品番：SCPS-19003）
  - 2999年のゲームキッズ （1998年12月23日、品番：SCPS-19004）
  - コブラ ギャラクシーナイツ （☆、1999年2月18日、品番：SCPS-19005）
  - BUZZER BEATER 前編 （☆、1999年5月27日、品番：SCPS-19006）
  - BUZZER BEATER 後編 （☆、1999年5月27日、品番：SCPS-19007）
- D2MANGAシリーズ （☆、PS、発売元：ダイキ）
  - ゴルゴ13 （1）カーライルの野望 （1998年11月26日、品番：SLPS-01712）
  - ゴルゴ13 （2）見えない軍隊 （1998年11月26日、品番：SLPS-01713）
  - ルパン3世 （1998年11月26日、SLPS-01402）
- クリックまんがシリーズ （PS、発売元：徳間書店インターメディア）
  - オペラ座の怪人 （1999年9月30日、品番：SLPS-02130）
  - 銀河英雄伝説1 永遠の夜の中で （1999年9月30日、品番：SLPS-02128）
  - 銀河英雄伝説2 イゼルローン攻略 （1999年11月18日、品番：SLPS-02353）
  - ダイナミックロボット大戦1 出撃! 驚異のロボット軍団!! （1999年9月30日、品番：SLPS-02131）
  - ダイナミックロボット大戦2 恐怖! 悪魔族復活 （1999年12月16日、品番：SLPS-02407）
  - クリックのひ （1999年10月28日、品番：SLPS-02354）
- メタルギアソリッド バンドデシネ （2006年9月21日、PSP、発売元：コナミデジタルエンタテインメント、品番：ULJM-05150（VP028-J1））

## 主な配信サイト
- イーブックイニシアティブジャパン （2000年5月 - ） - 出版社提供の書籍・コミックスのダウンロード販売。
- マンガノベル （2007年6月 - 2009年2月） - 出版社提供のマンガ作品の配信。
- リーダーストア （2008年10月 - ） - 出版社提供の書籍・コミックスのダウンロード販売。ソニー・リーダーおよびSony Tablet向け。
- Honto （2010年11月 - ） - 出版社提供の書籍・コミックスのダウンロード販売。
- 電子書店パピレス - 出版社提供の書籍・コミックスのダウンロード販売。
  - 電子貸本Renta! - 出版社提供のマンガ作品のレンタル（期限付き閲覧）。
- Yahoo!コミック - 出版社提供のマンガ作品のレンタル（期限付き閲覧）。
- めちゃコミック - 出版社提供の書籍・コミックスのダウンロード販売。

## 同人誌
同人誌の漫画においても、紙媒体と比べて制作費が安い、製作期間が短縮できる、在庫を保管するスペースや手間が省けるなどの利点を活かし、PDFなどの形式で頒布されることがある。また、同人ショップへの委託販売では需要が少ないと思われる発行物は委託を断られることがあるが、ダウンロード販売サイトへの委託にはそのような制約がほとんどなく、より幅広いジャンルの作品が頒布の場を得られるようになった。